# Mistrzostwa Świata w Półmaratonie 2002
11. Mistrzostwa Świata w Półmaratonie – zawody lekkoatletyczne, które odbyły się w Brukseli 5 maja 2002 roku. W imprezie nie wzięli udziału reprezentanci Polski.

## Rezultaty

### Mężczyźni
|               | Złoto                                                       | Srebro                                               | Brąz                                                     |
| Indywidualnie | Paul Malakwen Kosgei 1:00:39                                | Dżawad Gharib 1:00:42                                | John Yuda 1:00:57                                        |
| Drużynowo     | Kenia · Paul Malakwen Kosgei · Charles Kamathi · Paul Kirui | Japonia · Atsushi Sato · Toshihide Kat · Kurao Umeki | Etiopia · Tesfaye Jifa · Amebesse Tolossa · Worku Bikila |

### Kobiety
|               | Złoto                                                         | Srebro                                                          | Brąz                                             |
| Indywidualnie | Berhane Adere 1:09:06                                         | Susan Chepkemei 1:09:13                                         | Jelena Prokopcuka 1:09:15                        |
| Drużynowo     | Kenia · Susan Chepkemei · Pamela Chepchumba · Lenah Cheruiyot | Rosja · Swietłana Zacharowa · Ludmiła Pietrowa · Irina Safarowa | Etiopia · Berhane Adere · Asha Gigi · Leila Aman |